# Las Vegas Bowl 2016
Match précédent Match suivant
Le Las Vegas Bowl 2016 est un match de football américain de niveau universitaire d'après-saison régulière, joué le 17 décembre 2016 au Sam Boyd Stadium de Whitney (anciennement East Las Vegas) dans le Nevada.
Il s'agissait de la 25e édition du Las Vegas Bowl.
Le match a mis en présence les Cougars de Houston issus de l'American Athletic Conference et les Aztecs de San Diego State issus de la Mountain West Conference. Il a débuté à 12 h 36 locales et a été retransmis en télévision sur ABC.
Le sponsoring de la société Royal Purple (fabricant d'huile moteur) n'ayant pas été reconduit après la saison 2015, le match retrouve son nom original de Las Vegas Bowl.
Les Aztecs de San Diego State gagnent le match sur le score de 34 à 10.

## Présentation du match
| Équipes                                                                                        | Conférences | Entraîneurs      | Stats. saison rég. | Classements avant le bowl CFP-AP-Coaches |
| ---------------------------------------------------------------------------------------------- | ----------- | ---------------- | ------------------ | ---------------------------------------- |
| Houston                                                                                        | AAC         | Major Applewhite | 9-3                | NC                                       |
| San Diego State                                                                                | MWC         | Rocky Long       | 10-3               | NC                                       |
| Arbitre : Daniel Gautreaux (C-USA) Équipe donnée favorite par les bookmakers : Houston by 3.5. |             |                  |                    |                                          |

Il s'agit de la 3e rencontre entre ces deux équipes.
| Nombre de rencontre | Victoires Houston | Victoires SDSU | Nuls | Date dernier match | Résultat        |
| ------------------- | ----------------- | -------------- | ---- | ------------------ | --------------- |
| 2                   | 2                 | 0              | 0    | 6 octobre 1973     | Houston, 14 à 9 |

### Cougars de Houston
Normalement le match aurait dû mettre en présence une équipe issue de la Mountain West Conference à une équipe issue de la Pacific-12 Conference. Cependant, cette dernière n'ayant que 6 équipes éligibles (dont deux sélectionnées pour deux des six bowls du Jour de l'an), elle n'a pu fournir de représentant pour ce match. L'organisation a donc décidé d'inviter une équipe éligible issue de l'American Athletic Conference. C'est la toute première fois qu'une équipe de cette conférence participe au Las Vegas Bowl.
Avec un bilan global en saison régulière de 9 victoires pour 3 défaites, Houston est éligible et accepte l'invitation pour participer au Las Vegas Bowl de 2016.
Ils terminent 3e de la division West de l'AAC ex aequo avec Memphis et derrière Navy et Tulsa, avec un bilan en division de 5 victoires pour 3 défaites.
À l'issue de la saison régulière 2016, ils n'apparaissent pas dans les classements CFP , AP et Coaches.
Il s'agit de leur 1re apparition au Las Vegas Bowl.

### Aztecs de San Diego State
Avec un bilan global en saison régulière de 10 victoires pour 3 défaites, San Diego State est éligible et accepte l'invitation pour participer au Las Vegas Bowl de 2016.
Ils terminent 1er de la division West de la MWC, avec un bilan en division de 6 victoires pour 2 défaites. Ils remportent la finale de conférence en battant 27 à 24 Wyoming.
À  l'issue de la saison régulière 2016, ils n'apparaissent pas dans les classements CFP , AP et Coaches.
Il s'agit de leur 2e participation au Las Vegas Bowl. Ils avaient perdu 20 à 13 le Las Vegas Bowl 1998 des œuvres des Tar Heels de la Caroline du Nord.

## Résumé du match
Début du match à 12 h 36 locales, fin à 15 h 38 pour une durée totale de match de 03:02 heures.
| QT          | Temps       | Drive       | Drive       | Drive       | Équipe      | Description de l'action | Score | Score |
| QT          | Temps       | Jeux        | Yards       | TDP         | Équipe      | Description de l'action | UH    | SDSU  |
| ----------- | ----------- | ----------- | ----------- | ----------- | ----------- | --- | ----- | ----- |
| 1           | 06:38       | 10          | 24          | 03:31       | UH          | FG de 31 yards par K Ty Cummings | 3     | 0     |
| 1           | 01:22       | 10          | 74          | 03:50       | UH          | TD à la suite d'une course de 2 yards par QB Greg Ward + 1 point de conversion par K, Ty Cummings                                           | 10    | 0     |
| 2           | 06:28       | 8           | 55          | 04:26       | SDSU        | FG de 23 yards par K, John Baron | 10    | 3     |
| 2           | 01:29       | 7           | 26          | 02:52       | SDSU        | FG de 28 yards par K, John Baron | 10    | 6     |
| 3           | 03:14       | 4           | 68          | 01:54       | SDSU        | TD à la suite d'une course de 32 yards par RB Donnel Pumphrey + 1 point de conversion par K, John Baron                                     | 10    | 13    |
| 3           | 00:56       | -           | -           | -           | SDSU        | TD à la suite d'une interception retournée sur 54 yards par CB Ron Smith + 1 point de conversion par K, John Baron                          | 10    | 20    |
| 4           | 08:58       | 1           | 28          | 00:25       | SDSU        | TD de 28 yards par WR Curtis Anderson à la suite d'une réception de passe de QB Christian Chapman + 1 point de conversion par K, John Baron | 10    | 27    |
| 4           | 01:11       | 4           | 21          | 01:46       | SDSU        | TD à la suite d'une course de 7 yards par RB Juwan Washington + 1 point de conversion par K, John Baron                                     | 10    | 34    |
| Score final | Score final | Score final | Score final | Score final | Score final | Score final | 10    | 34    |

## Statistiques
| Statistiques par Équipes               | Statistiques par Équipes | Statistiques par Équipes |
| Statistiques                           | UH                       | SDSU                     |
| -------------------------------------- | ------------------------ | ------------------------ |
| 1er downs                              | 16                       | 13                       |
| Conversion de 3e Down                  | 7/17                     | 2/12                     |
| Conversion de 4e Down                  | 0/3                      | 0/0                      |
| Jeux–yards                             | 75 jeux pour 254 yards   | 51 jeux pour 255 yards   |
| Yards à la course                      | 25                       | 127                      |
| Yards à la passe                       | 229                      | 128                      |
| Passes : Réussies-Tentées-Interceptées | 25/34, 4 int.            | 10/14, 0 int.            |
| Réussite en zone rouge/chances         | 2/2                      | 3/3                      |
| TD                                     | 1                        | 4                        |
| Field Goals                            | 1                        | 2                        |
| Sacks (Nombre-Yards gagnés)            | 2/19 yards               | 7/51 yards               |
| Fumbles (Nombre/Perdus)                | 0/0                      | 0/0                      |
| Pénalités (Nombre/Yards perdus)        | 2/10                     | 3/25                     |
| Temps de possession                    | 32:12                    | 27:48                    |

| Meilleur Joueur (MVP) | Meilleur Joueur (MVP) | Meilleur Joueur (MVP) |
| --------------------- | --------------------- | --------------------- |
| Nom                   | Équipe                | Poste                 |
| Donnel Pumphrey       | San Diego State       | RB                    |

| Statistiques Individuelles | Statistiques Individuelles | Statistiques Individuelles                                      |
| -------------------------- | -------------------------- | --------------------------------------------------------------- |
| Quaterbacks                |                            |                                                                 |
| UH                         | Ward Jr., Greg             | 25/34 passes réussies, 229 yards, 0 TD, 1 int., QB rating 106.6 |
| SDSU                       | Chapman, Christ            | 10/14, 128 yards, 1 TD, 0 int., QB rating 171.8                 |
| Meilleurs Coureurs         |                            |                                                                 |
| UH                         | Catalon, Duke              | 14 courses pour 18 yards, 0 TD                                  |
| SDSU                       | Pumphrey, Donne            | 19 courses pour 115 yards, 1 TD                                 |
| Meilleurs Receveurs        |                            |                                                                 |
| UH                         | Wilson, Brandon            | 5 réceptions pour 52 yards, 0 TD                                |
| SDSU                       | Wells, David               | 4 réceptions pour 33 yards, 0 TD                                |
| Meilleurs Tackleurs        |                            |                                                                 |
| UH                         | Adams, Matthew             | 12 tacles solo et 7 assistes                                    |
| SDSU                       | Smith, Ron                 | 10 tacles solo et 7 assistes                                    |